# Raku (rapper)
raku este un rapper român, cunoscut în special în sfera muzicii hip hop underground. Fiind inițial membru al unei formații numite Utopik, acesta s-a alăturat mai apoi grupului Morometzii în anul 1997, pentru a-l părăsi patru ani mai târziu. raku a apărut pe diferite compilații hip hop și rap, precum și pe albumele de studio ale unor grupuri și rapperi din România. Colaborarea pe piesa lui Ombladon „Egali din naștere” a câștigat un premiu MTV European Music Awards, în timp ce piesa „Sufletul orașului”, interpretată alături de Bitză, a beneficiat de o nominalizare la Romanian Music Awards. Din punct de vedere discografic, raku a lansat zece albume solo, unul în colaborare cu romaN, trei albume ca membru al Morometzii și două albume și un EP ca membru al ZALE.

## Biografie
raku s-a născut pe data de 11 iulie 1979; numele său de scenă provine de la zodia sub semnul căreia se află. Începând cu anul 1993, raku a devenit pasionat de muzica hip hop, ascultând albume ale unor rapperi sau grupuri străine precum Wu-Tang Clan, Das EFX, Noughty by Nature și Onyx. Prima apariție în direct a lui raku a avut loc în anul 1995, în cartierul Berceni, în timpul unei propagande politice a cenaclului „Totuși iubirea”. A urmat o serie de concerte în diferite orașe ale țării.
Prima apariție discografică a lui raku a fost pe compilația Marpha Hip Hop 2, în anul 1997. Cu sprijinul formației Morometzii, raku a activat într-un grup de hip hop numit Utopik, alături de rapperul Drops. Cei doi s-au alăturat mai apoi Morometzilor, după plecarea lui Baxter, la scurt timp după lansarea albumului de debut al formației, Gânditorul 8294. În anul 1998, Morometzii au lansat un alt album, Luminile s-au stins, cu casa de discuri A&A Records. raku a mai lansat încă două albume alături de Morometzii, pentru ca în 2001 el și Drops să fie eliminați din formație de membrul fondator Sapro.
Ca solist, raku începe să lucreze la albumul său de debut, În mediu vitreg, pe care îl scoate pe piață în vara anului 2002. Lansat cu casa de discuri Facem Records, simultan cu Secretul din atom semnat de C.T.C. și Cedry2k, reprezentând prima lansare independentă din muzica hip hop românească. Rapperul colaborează si cu trupa Paraziții la piesa „Sub influență 2” de pe albumul Categoria grea.
În 2003, raku apare pe albumul de debut al lui Cheloo, Sindromul Tourette, pe piesa „Propaganda iresponsabilă”; în același an, colaborează cu interpretul român de muzică reggae Pacha Man la piesa „Valori sociale ”  de pe albumul Drumul către Rastafari. În anul 2004, Ombladon a lansat albumul Condoleanțe cu single-ul „Egali din naștere” în colaborare cu raku și FreakaDaDisk. Piesa le-a adus rapperilor premiul de Best Romanian Act la gala MTV Europe Music Awards din acel an. raku apare pentru prima dată în componența grupul de hip hop ZALE pe piesa „Când cauți parai”, inclusă pe compilația Proiectul verde. Materialul discografic reprezenta o colecție de piese a interpreților afiliați la casa de discuri Urban Records. Colaborarea la piesa „Sufletul orașului” de Bitză, extrasă de pe albumul cu același nume, a obținut o nominalizare Best Hip Hop la gala Romanian Music Awards din 2009..
Formația ZALE, avându-i în componență pe raku, Yolo și Christu, a lansat două albume: Chei verbale în anul 2005, respectiv Respect în anul 2007. Ca solist, raku a lansat independent albumul rezistența, în anul 2009; au beneficiat de videoclip piesele „aikido” și „dedicație specială”. Colaborarea la piesa „Sufletul orașului” de Bitză, extrasă de pe albumul cu același nume, a obținut o nominalizare Best Hip Hop la gala Romanian Music Awards din 2009.. Ca solist, raku a mai lansat două albume de studio, ambele în 2011. Emite semnale a fost lansat pe situl oficial al rapperului, de unde putea fi achiziționat, în timp ce În altă frecvență a fost lansat cu casa de discuri independentă Chill Brothers.[nefuncțională]

În 2019, după zece ani de pauză, ZALE s-a reunit în componența raku & J. Yolo lansând proiectul Locos odată cu primele canale oficiale de YouTube și Facebook ale formației.

## Stil muzical
Genul muzical abordat de raku este rap. Într-un interviu din 2012, acesta declara că muzica sa „vine din underground și e încă în formare”, întrucât piesele sale au avut parte de foarte puține difuzări la posturile de radio sau televiziune.[nefuncțională]
 Versurile sale conțin atât mesaje sociale, cât și politice; cu toate acestea, rapperul a fost de acord că piesele, care reflectă realitatea din România, ar putea avea un impact prea violent asupra celor vizați, și de aceea canalele media evită să îi difuzeze muzica.[nefuncțională]
 Cântecele lui raku s-au făcut remarcate și prin tenta lor religioasă, după cum a declarat chiar el: „Dumnezeu, prin unii dintre oameni reamintește reperele morale. Punctez cam în toată muzica mea aceste idei”.[nefuncțională]

## Discografie
| Albume ca solist - 2002: în mediu vitreg - 2009: rezistență - 2011: emite semnale - 2011: în altă frecvență - 2012: Fuzionare (remix collabos) - 2012: o să-ți placă - 2014: 7 - 2017: rever - 2020: Aici la noi - 2022: Frontiera | Albume ca membru al unei formații - 1998: Luminile s-au stins (cu Morometzii) - 1999: Sud Still (cu Morometzii) - 2000: K.O.respunzător (cu Morometzii) - 2005: Chei verbale (cu ZALE) - 2007: Respect (cu ZALE) - 2018: "Cuartalu' Raze" (cu RomaN) |

## Premii și nominalizări
| An   | Titlu                   | Secțiunea         | Nominalizare pentru:                           | Rezultat     | Notă  |
| ---- | ----------------------- | ----------------- | ---------------------------------------------- | ------------ | ----- |
| 2004 | MTV Europe Music Awards | Best Romanian Act | „Egali din naștere” (Ombladon cu raku)         | Câștigat     | [ 3 ] |
| 2009 | Romanian Music Awards   | Best Hip Hop      | „Sufletul orașului” (Bitză cu raku și Faibo X) | Nominalizare | [ 5 ] |